# Terenci Miñana i Andrés
Terenci Miñana i Andrés, el Xiquet de Simat (Simat de la Valldigna, 1884-1954) fou un pilotaire valencià molt famós en les primeres dos dècades del segle xx, considerat com una de les figures de l'esport.
Va ser deixeble del Nel de Murla, qui el va descobrir el 1902 en una partida de festes i el va afillar després quan el Xiquet de Simat es presentà al Trinquet de Pelayo de València. Junts, el Nel d'escalater i el Xiquet de mitger, formaren una parella dominadora tant al trinquet com al carrer, ja que jugaven a qualsevol modalitat de la pilota valenciana. Però foren ells dos els qui encetaren un nou camí amb la invenció de l'Escala i corda.
Es va retirar el 1918, en plena forma. Tornà pocs anys després, però havent de jugar com a punter o com a feridor. El 1928 s'encarregà del Trinquet de Pelayo.

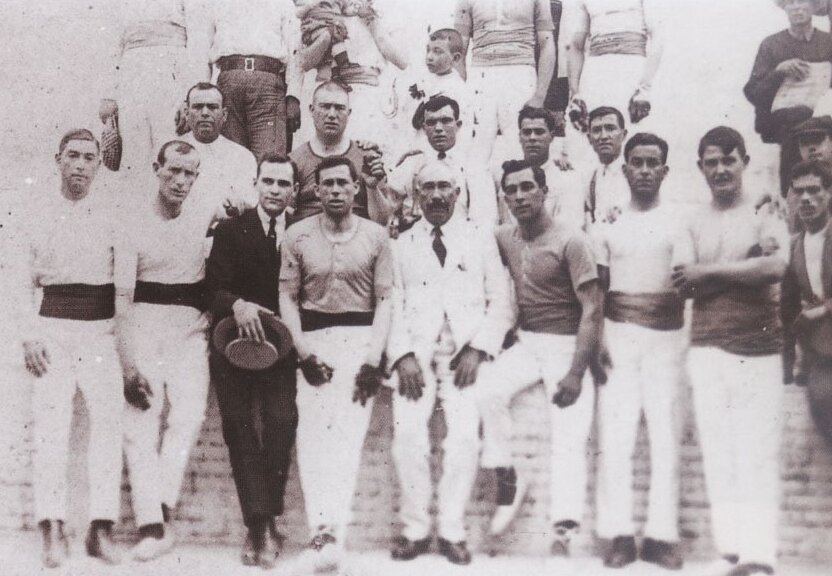
El Xiquet de Simat, a l’esquerra, cap a 1922 amb altres jugadors del trinquet de Pelayo.

## Vida privada
Fill de Vicent Miñana i Eusèbia Andrés, va nàixer a Simat de la Valldigna el 1884. Quan tenia 18 anys, Nel de Murla se l’endugué al trinquet de Pelayo amb el malnom del Xiquet de Simat, on destacaria en totes les modalitats i en totes les posicions. Hi jugà durant deu anys ininterromputs i era conegut com “l’invencible Xiquet de Simat” per la premsa. A partir de 1911 va començar a ser conegut també per les seues activitats il·lícites, com la tinença il·legal d’armes, robatoris, extorsions i altres successos turbulents. El 1914 va ser detingut a Albaida per amenaçar Josep Tormo i Josep Bañó per no donar-li la seua part dels beneficis de les travesses d’una partida amanyada. Uns mesos després, junt amb Emili Brines Peris, el Mellat, natural de Tavernes de la Valldigna, i Maximilià Gabañach, va dur a terme un robatori a la col·legiata de Xàtiva. El 1916 va participar en l’extorsió a l’arxipreste de Dénia, Vicent Sendra Carpí, qui va rebre una amenaça de mort per correu.
Tot i que a partir de 1917 el seu nom comença a desaparéixer dels trinquets, entre 1922 i 1925 tornà al món de la pilota i va rebre molt bones crítiques. Per la mateixa època regentava un prostíbul al carrer de Gràcia del barri Xino de València, el Bar Pompeya. Des del final de 1926 i durant el 1927, Terenci Miñana es veié involucrat en un afer de tràfic de cocaïna, i fou relacionat amb Leopoldo Risueño, amo del joc a València. A finals de 1926, la Guàrdia Civil el va detindre per ser membre d’una banda de tràfic de cocaïna, la droga s’emmagatzemava en un baix que Terenci Miñana tenia al carrer de les Roques. Fou condemnat a pena de presó, però a l’any ja estava en llibertat.
El 1928 tornarà a la pilota com a gerent dels trinquets de Llevant del Grau de València i el trinquet de Pelayo, “on excel·lí en la gestió empresarial […] gràcies al fitxatge dels millors pilotaris”. Entre les novetats que introduí estan, per exemple, l’entrada a meitat de preu per als jubilats de La Marítima Terrestre o la celebració de partides benèfiques.
Es va casar i va tindre fills. El 1943, després de patir una paràlisi parcial que l’incapacità, va tornar a Simat de la Valldigna, on va pagar la construcció d’un pedestal amb una creu en el barranc del Pla de Corrals (en el terme de Simat), on havia mort Josep Soler Andrés, possiblement un cosí seu que va ser assassinat per dos membres dels comites revolucionaris al principi de la guerra.
Va morir el 1954 a Simat, on se li feu un homenatge el 1990 i es va posar el seu nom a un carrer.
La formació valenciana Aina Palmer li va dedicar la cançó “Xiquet de Simat”, dins el seu àlbum “Solatge” (2022).